# Кавалли, Патриция
Патриция Кавалли (итал. Patrizia Cavalli, 17 апреля 1947, Тоди, Умбрия — 21 июня 2022, Рим) — итальянская поэтесса и писательница.

## Биография
Родилась и выросла в Тоди, после посещения классической средней школы Якопоне да Тоди, в 1968 году она переехала в Рим. Изучая философию, она знакомится с Эльзой Моранте, которая открывает в ней призвание к поэзии, и благодаря её участию в 1974 году возник первый сборник стихов, посвящённый ей. В 1976 году она была включена Бьянкамарией Фработтой в антологию «Женщины в поэзии — Антология женской поэзии в Италии с послевоенного периода до наших дней» вместе с такими авторами, как Мария Луиза Спациани, Вивиан Ламарк, Амелия Росселли, Анна-Мария Ортезе.
Она опубликовала несколько успешных сборников для Сборника поэзии Эйнауди: Мои стихи не изменят мир (1974), Il cielo (1981), L’io singolare proprio mio (1992). Эти три сборника будут объединены в томе Poesie (1974—1992) (1992). Она публикует, снова с Эйнауди: Открытый театр Семпера (1999, Литературная премия Виареджо-Репачи), Божественность и ленивая судьба Пигре (2006, Премия Десси), Дурман (2013) и Чудесная жизнь (2020).
Единственной повествовательной пробой Кавалли стал сборник прозы «С японскими шагами» (2019), лауреат премии Кампьелло — отбор жюри литераторов.
Также для Эйнауди она перевела «Амфитриона» Мольера и «Сон в летнюю ночь» Шекспира; она также перевела «Отелло» Шекспира для постановки режиссёра и актёра Артуро Чирилло в 2009 году.
Вместе с певицей и автором песен Дайаной Техера она создала в 2012 году книгу/альбом Al cuore fa bene far le scale, опубликованный Voland/Bideri. Вместе с Техерой и Кьярой Чивелло она написала произведение E se (Премия Бетокки — Флоренция 2017).
Патриция Кавалли умерла в 2022 году в Риме после продолжительной болезни.

## Литературный стиль
Для поэзии Патриции Кавалли характерна сложная поэтическая техника. Используемые метры являются классическими, но лексика и синтаксис соответствуют современному языку; маньеризм отсутствует, а язык повседневный и знакомый.

## Работы

### Поэзия
- Le mie poesie non cambieranno il mondo, Einaudi, Torino, 1974.
- Il cielo, Einaudi, Torino, 1981.
- L’io singolare proprio mio, Einaudi, Torino, 1992.
- Poesie (1974—1992), Einaudi, Torino, 1992 (raccolta che assomma le tre precedenti).
- Sempre aperto teatro, Einaudi, Torino, 1999.
- La guardiana, nottetempo, Roma, 2005.
- Pigre divinità e pigra sorte, Einaudi, Torino, 2006 (contiene La guardiana).
- La patria, nottetempo, Roma, 2011.
- Al cuore fa bene far le scale (con Diana Tejera), Voland, Roma, 2012.
- Datura, Einaudi, Torino, 2013 (contiene La patria).
- Flighty matters, Quodlibet, Macerata, 2017.
- Vita meravigliosa, Einaudi, Torino, 2020.

### Проза
- Con passi giapponesi, Einaudi, Torino, 2019.

### Переводы
- William Shakespeare, Sogno di una notte d’estate, Einaudi, Torino, 1996.
- Molière, Anfitrione, Einaudi, Torino, 2009.
- Shakespeare in scena, nottetempo, Roma, 2016 (contiene le seguenti traduzioni: La tempesta, Sogno di una notte d’estate, Otello e La dodicesima notte).